# منظومه بهرام ورجاوند
در منظومهٔ بهرام ورجاوند ظهور بهرام ورجاوند در پایان جهان به صورت منظومهٔ مقفای کوتاهی مشتمل بر حدود ۱۴ بیت پیشگویی شده‌است. ابیات و حتی مصراع‌ها به -ان ختم می‌شود. در آغاز آن به حملهٔ اعراب و ضبط اموال و دارایی و وضع جزیه اشاره رفته و در پایان مژده داده شده‌است که بهرام ورجاوند در پایان جهان خواهد آمد و از تازیان انتقام خواهد گرفت. منظومه چنان‌که از مضمون آن پیداست پس از اسلام ساخته شده‌است و در آن نفوذ فارسی نیز دیده می‌شود. این متن به فارسی ترجمه شده‌است.